# Pieris krueperi
Pieris krueperi är en fjärilsart som beskrevs av Otto Staudinger 1860. Pieris krueperi ingår i släktet Pieris och familjen vitfjärilar. Inga underarter finns listade i Catalogue of Life.

## Bildgalleri

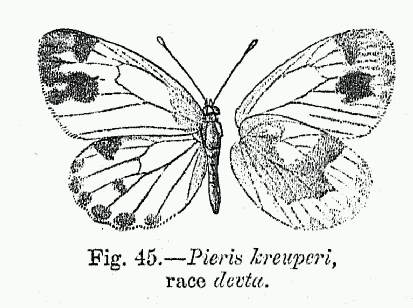